# Lahntal
Lahntal est une municipalité allemande située dans l'arrondissement de Marbourg-Biedenkopf et dans le land de la Hesse. Elle se trouve à 83 km au nord de Francfort-sur-le-Main et à 7 km au nord-ouest de Marbourg.

## Jumelages
La commune de Lahntal est jumelée avec :
- Sussargues (France) depuis le 6 avril 1986 ;
- Stara Kiszewa (Pologne) depuis le 10 novembre 2005.